# Allison Jolly
Allison Blair Jolly (St. Petersburg, 4 agosto 1956) è un'ex velista statunitense.

## Palmarès

### Olimpiadi
- 1 medaglia:
  - 1 oro (Seul 1988 nella classe 470)